# Gordon Willey
Gordon Randolph Willey (7 de març de 1913 – 28 d'abril de 2002) va ser un arqueòleg estatunidenc reconegut pels seus treballs en jaciments arqueològics de Mesoamèrica i Sud-amèrica, així com en el sud dels Estats Units d'Amèrica. Va ser un dels principals actors en l'arqueologia americana durant el segle XX i qualificat pels seus parells com el degà de l'arqueologia del Nou Món.

## Dades biogràfiques
Va néixer el 1913 en el petit poblat de Chariton, a Iowa. Quan tenia dotze anys la seva família es va traslladar a Califòrnia i va completar la seva educació secundària a Long Beach.
Willey va obtenir la seva llicenciatura i un màster de la Universitat d'Arizona, aquest últim el 1936. Es va especialitzar en antropologia. Els seus primers treballs com a arqueòleg els va realitzar a Macon (Geòrgia) treballant sota la supervisió d'Arthur R. Kelley.
Durant el seu treball en Geòrgia, Willey, en col·laboració amb James A. Ford, va ajudar a desenvolupar un mètode estratigràfic per a ceràmica l'aplicació de la qual era nova a la zona on treballava. També es va exercir en el lloc històric de Kasita al Piedmont vora Fort Benning.
El 1938, Willey va publicar un treball titulat Time Studies: Pottery and Trees in Georgia. el contingut del qual va ser nou per als especialistes. Durant 1939, va treballar a Lamar prop de Macon i va aconseguir identificar relacions entre aquest jaciment arqueològic, la cultura de Swift Creek. i els jaciments de Napier.
Més tard en el mateix any de 1939, va ingressar a la Universitat de Colúmbia per iniciar el seu doctorat. Va ser després d'obtenir tal grau universitari que es va incorporar com a antropòleg a la Smithsonian Institution de Washington DC, d'on va partir cap a la Universitat Harvard per exercir com a professor de temps complet.
Va participar en expedicions arqueològiques a Perú, Panamà, Nicaragua, Belize i Hondures.
Willey es va casar amb Katharine W. Whaley el 1939 i van tenir dues filles. Va morir d'insuficiència cardíaca a Cambridge, Massachusetts, a l'edat de 89 anys.

## Reconeixements
Entre molts reconeixements que va rebre durant la seva carrera, a Willey li van atorgar el 1973 la Medalla d'Or de l'Institut Americà d'Arqueologia, en mèrit als seus assoliments en l'especialitat. Va ser també reconegut com un teòric important de l'arqueológia del Nou Món, sobretot pels seus estudis sobre el model dels assentaments de les societats natives del continent americà.

## Obres escollides
- Archaeology of the Florida Gulf Coast, 1949
- Prehistoric Settlement Patterns in the Viru Valley, Peru, 1953.
- Method and Theory in American Archaeology (amb Philip Phillips), 1958
- A History of American Archaeology (with Jeremy Sabloff), 1980